# Flottaggio
Con flottaggio si definisce lo spostamento di un idrovolante o un aereo anfibio sull'area di un idroscalo, eseguito sulla superficie del mare, lago o fiume nelle manovre di decollo ed ammaraggio, e nelle manovre di trasferimento al pontile, riservato all'ormeggio dei primi, o verso lo scivolo, nel caso dei secondi.
Il suo equivalente eseguito sulle apposite aree di un aeroporto da velivoli terrestri è il rullaggio.